# 张志民 (诗人)
张志民（1926年5月21日—1998年），原名张稚民，笔名笔直、宛石等，男，河北宛平人，中国诗人，北京市作家协会原副主席，中国作家协会名誉委员，中国诗歌学会原副会长。